# Francesca Villani
Francesca Villani (ur. 30 maja 1995 w Prato) – włoska siatkarka, reprezentantka kraju, grająca na pozycji przyjmującej. 
W 2019 roku dostała powołanie do reprezentacji Włoch od trenera Davide Mazzantiego.

## Sukcesy klubowe
Puchar Challenge:
- 2023[11]

Liga włoska:
- 2024[12]

Puchar CEV:
- 2025[13]

## Sukcesy reprezentacyjne
Mistrzostwa Europy Juniorek:
- 2012[14]

Volley Masters Montreux:
- 2019[15]

Letnia Uniwersjada:
- 2019[16]

## Nagrody indywidualne
- 2023: MVP finału Pucharu Challenge[17]